# Dugesia aborensis
Dugesia aborensis és una espècie de triclàdide que habita a l'aigua dolça de les muntanyes Abar, Arunachal Pradesh, a l'Índia.
Dugesia aborensis va ser originalment descrita com a Planaria aborensis per Whitehouse l'any 1913. L'any 1928, Meixner va canviar-ne el gènere al que més probablement pertany.
Com que no hi ha cap descripció de l'aparell copulador de D. aborensis, s'hauria de considerar com a species inquirenda.

## Descripció
D. aborensis, com la resta d'espècies de Dugesia, presenta un cap de forma triangular amb dues aurícules, una cada costat. La superfície dorsal del cos té un color marró clar, amb una línia més fosca que recorre la longitud del cos pel mig, des del coll fins a l'extrem posterior. A l'arrel de la faringe, aproximadament a la meitat de l'animal, aquesta línia s'expandeix per a formar una taca ampla. La superfície ventral té un color blanc lletós. D. aborensis presenta dos ulls situats en unes petites àrees despigmentades al mig del cap.
Aquesta espècie va ser descrita basant-se en animals sense òrgans reproductors masculins i sense obertura genital o gonopor. Tanmateix, els ovaris van ser detectats entre les branques anteriors de l'intestí. L'anàlisi de les seccions dels espècimens de D. aborensis no van revelar la presència d'oviductes ni d'úter.

## Ecologia
D. aborensis va ser trobada sota pedres d'un curs d'aigua d'un turó.

## Reproducció
S'ha proposat que D. aborensis es reprodueix asexualment durant l'estiu, i sexualment a partir de la tardor. Tanmateix, no s'han trobat espècimens sexualment madurs. També s'ha proposat que és una espècie dioècia, però tots els continentícola coneguts són hermafrodites.